# Блэкуэлл, Эмили
Э́мили Блэ́куэлл (англ. Emily Blackwell; 1826—1910) — третья женщина, получившая степень доктора медицины в США, и вторая женщина, получившая эту степень в Университете Кейс Вестерн резерв.

## Биография
Эмили родилась 8 октября 1826 года в Бристоле. В 1832 году её семья эмигрировала в США, а в 1837 году поселилась рядом с Цинциннати в Огайо. Вдохновившись примером своей старшей сестры Элизабет, Эмили учила медицину и получила свою степень в 1854 году. В 1857 году сёстры Блэкуэлл и Мария Закревска основали New York Infirmary for Indigent Women and Children. С самого начала Эмили была ответственна за управление госпиталем и большую часть поступающих пожертвований. Она управляла госпиталем сорок лет, контролируя операции, ухаживала за больными и ведя бухгалтерский учёт. Блэкуэлл ездила в Олбани, чтобы убедить законодателей обеспечить больницу за счёт фондов, что обеспечило бы долгосрочную финансовую стабильность. Она превратила институт, размещавшийся в арендованном, шестнадцатикомнатном доме, в полноценную больницу. К 1874 году эта больница обслуживала более 7000 пациентов в год.
Во время Гражданской войны в США сёстры помогли организовать женскую Центральную ассоциацию помощи, которая подбирала и обучала медсестёр для военной службы. Эмили и Элизабет Блэкуэлл и Мэри Ливермор также играли важную роль в развитии санитарной комиссии США.
После войны, в 1868 году, сёстры создали женский медицинский колледж в Нью-Йорке. Эмили стала профессором акушерства, а в 1869 году, когда Елизавета переехала в Лондон, чтобы помочь организовать Лондонскую школу медицины для женщин, стала деканом колледжа. В 1876 году институт стал трёхлетним, а в 1893 он стал четырёхлетним колледжем. К 1899 году в колледже обучалось 364 врача-женщины.
С 1883 года Эмили жила со своим партнёром Элизабет Кушир, которая также работала врачом в больнице. Они ушли на пенсию в начале XX века. После поездки за границу на год-полтора, они провели следующую зиму в их доме в Монтклэр, штат Нью-Джерси, а летом в штате Мэн. Блэкуэлл умерла 7 сентября 1910 года в Йорк Клиффс, штат Мэн, через несколько месяцев после смерти её сестры Элизабет в Англии.